# Puerto Madryn
Puerto Madryn (en gal·lés Porth Madryn), també anomenat turísticament «Madryn», és una ciutat del nord-est de la província del Chubut, Argentina, capçalera del departament Biedma. Es troba emplaçada enfront del mar Argentí a l'oceà Atlàntic. La seva població el 2021 és aproximadament de 119 397 habitants.
És considerada la porta d'entrada a la península Valdés, declarada en 1999 com a Patrimoni Mundial de la Humanitat per la Unesco. És un dels centres de turisme més importants de tota la regió i del país, considerada així mateix com la capital nacional del submarinisme.

## Toponímia
El nom de la ciutat rememora a Love Jones Parry, baró de Madryn a Gal·les, un dels promotors de la colonització galesa a la Patagònia. El topònim es va originar cap a principis de 1863, quan Love Jones Parry, acompanyat per Lewis Jones van viatjar a la Patagònia a bord del navili Candelaría per decidir si aquesta regió era adequada per a una colònia galesa.

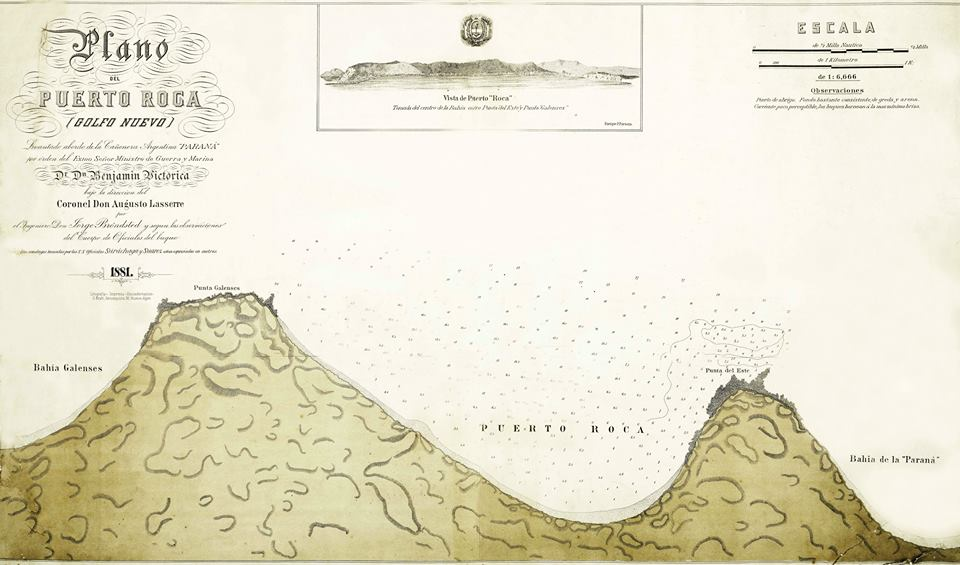
Plànol de Puerto Roca.

El juliol de 1881, va salpar de Buenos Aires el llavors Coronel de l'Armada Argentina, Augusto Lasserre a bord del vapor Paraná amb la missió de realitzar l'estudi del golf Nou a fi de triar el lloc més adequat per construir el port per a la colònia galesa, ja que la desembocadura del riu Chubut no rendia les condicions necessàries. Al setembre del mateix any, Lasserre eleva el seu informe al Ministeri de Guerra i Marina, adjuntant el «Plànol de Puerto Roca (Golfo Nuevo)», confeccionat «per l'enginyer Don Jorge Brondsted i segons les observacions del Cos d'Oficials del buc». El topònim Puerto Roca va aparèixer així en plànols i informes del govern argentí durant alguns anys. El governador Luis Jorge Fontana també va citar Puerto Roca el 1886.
Els estudis de l'Armada Argentina van determinar que el lloc apropiat per construir un port per a la colònia era al sud de Punta Galense i abans de Punta del Este. El novembre de 1881 el Poder Executiu Nacional disposa l'habilitació de Puerto Roca, establint que es construeixin coberts de dipòsit i que s'habiliti una línia de carros per al transport de mercaderies cap a la vall del Chubut. El 1882 van arribar els primers materials des de Buenos Aires pels coberts i altres dependències al costat de deu operaris encarregats de les tasques de construcció. A causa de la incomunicació amb la colònia a la Vall, la falta de queviures i aigua potable i que no va haver un servei de transport de mercaderies per carros des de la colònia fins al port, es va ordenar la desmantellament dels coberts. Part d'ells es van usar per construir la seu de prefectura de Madryn i la resta es va utilitzar a Rawson.
El poble originari Günün a künä (mal anomenats tehuelches septentrionals o pampes) van anomenar a aquest lloc Kübübü "el conchal".

## Història
El gener de 1779, l'expedició comandada per Juan de la Pedra va descobrir el golf San José, i va desembarcar a l'actual platja Villarino.
Sir Love Jones-Parry, baró de Madryn, va ser un dels cinc homes influents que van ser nomenats com a fideïcomissaris de la Societat d'Emigració a Liverpool, amb la idea que actuarien com un vincle entre la Societat i el govern argentí per a l'establiment d'una colònia galesa. En 1862, Love Jones-Parry i Lewis Jones van ser nomenats per viatjar a l'Argentina en nom de la Societat d'Emigració per negociar amb el Ministre de l'Interior argentí, Guillermo Rawson, i inspeccionar possibles ubicacions per a un assentament galés. S'esperava que l'experiència diplomàtica de Love Jones-Parry fos beneficiosa durant les converses. També va contribuir amb 500 £ per al viatge.
Després d'assegurar-se un acord amb el govern argentí, Love Jones-Parry i Lewis Jones van salpar des de Buenos Aires per començar un viatge exploratori per les terres de la Patagonia en un petit navili anomenat Candelaria. que va ser portat per una tempesta a una badia coneguda posteriorment com a Golfo Nuevo. Encara avui es recorda la data del 7 de febrer de 1863 com el moment en què el baró de Madryn trepitja les costes on s'aixeca l'actual ciutat de Puerto Madryn, nomenada en honor seu.
El començament del que després va ser la ciutat va ocórrer el 28 de juliol de 1865, quan van arribar a les seves costes el primer contingent de 150 gal·lesos en el veler Mimosa. Els colons no van poder quedar-se allí per no tenir aigua potable. Van anar a la recerca de millors condicions cap al Riu Chubut. L'assentament va créixer la dècada de 1880 com a resultat de l'arribada del ferrocarril, que la connectava amb Trelew. Durant els primers anys de la dècada de 1880, el govern argentí sol·licita la construcció de coberts al port.

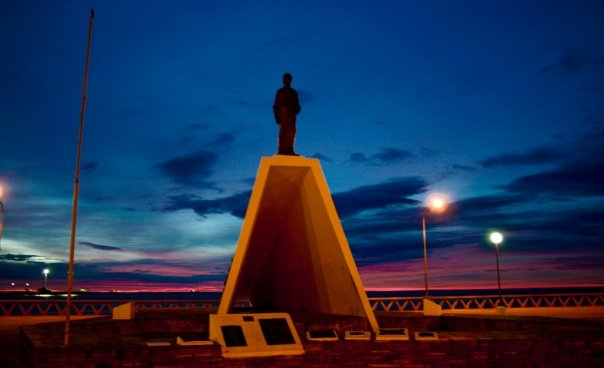
Monument a la dona galesa, al centre de la ciutat enfront de la costa.

En 1886 s'inicien les obres del Ferrocarril Central del Chubut, que el 1888 conclouen la construcció de la via del ferrocarril que unia Puerto Madryn amb la ciutat de Trelew, i en la qual intervé mà d'obra d'immigrants gal·lesos, espanyols i italians en la seva majoria. L'Estació Puerto Madryn va ser molt important i va comptar amb diverses instal·lacions com a grans coberts, magatzems i tallers ferroviaris.
El creixement de la ciutat es va produir pel desenvolupament d'activitats ferroviàries, portuàries, que sustentaven al sector de serveis, com a dipòsits i comerços. La línia tenia la seva capçalera en aquesta ciutat i des de la nacionalització l'empresa nacional Ferrocarriles Patagónicos també tenia aquí la seva seu. Ja en 1888, Luis Jorge Fontana havia cridat l'atenció del ministre de l'Interior sobre la necessitat de reservar terres a Puerto Madryn en vista de la futura importància que adquirirà el ferrocarril. Suggereix que es prenguin les precaucions per «evitar que l'empresa s'apoderi i monopolitzi els terrenys adjacents al port» i que se li concedeixin solament «els lots necessaris per a estació, tallers, dipòsits, etc...»; en cas contrari «el govern es veurà més tard obligat a expropiar aquests terrenys» per un valor molt superior «per delinear en ells el poble que sens dubte haurà de figurar en aquell punt». El primer traçat urbà de Port Madryn, ordenant la construcció de la ciutat, va ser realitzat cap a 1906.
El 1961 el ferrocarril va ser tancat definitivament. Tanmateix els canvis van seguir en la dècada de 1970: en aixecar-se les franquícies de duana, van desaparèixer les empreses marítimes que operaven al port. Així va sorgir el turisme com a font d'ingressos per a una zona que fins al moment no era considerada dins dels circuits turístics tradicionals. En aquesta època també es van assentar noves indústries, com la planta d'alumini Aluar.
Aquests canvis van produir un gran creixement de la població estable i van incrementar la prestació de serveis a la regió.

## Geografia
Puerto Madryn es troba a Chubut dins del Golfo Nuevo, que està format per Península Valdés i Punta Nimfes. El paisatge és mesetari, formant a la costa penya-segats i platges de còdols i sorra.

### Clima

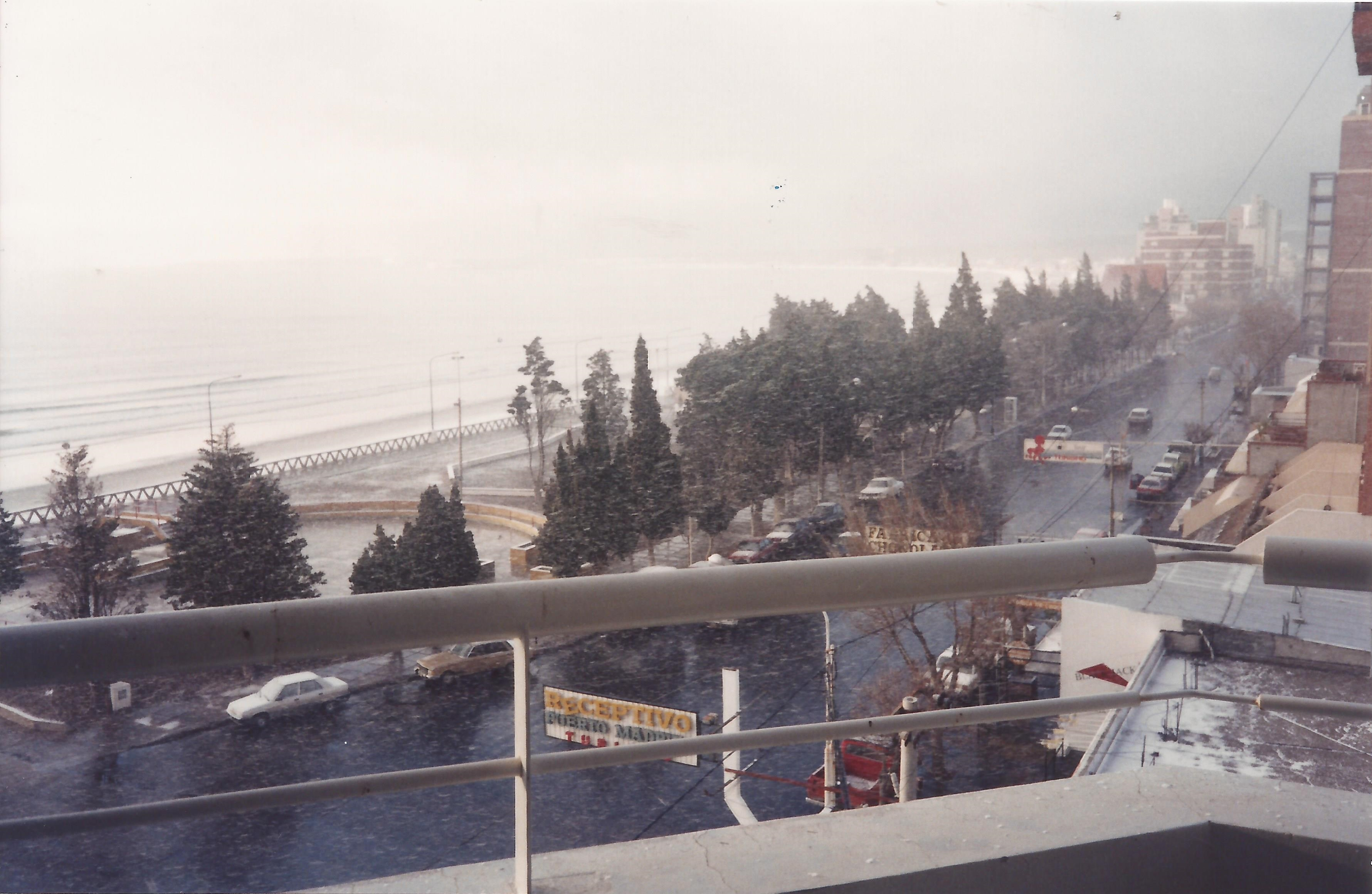
Neu en la costa de Puerto Madryn el 1994.

Per la seva situació geogràfica, el clima de la ciutat posseeix les característiques àrides de la regió, temperades per la proximitat del mar i per estar situada a sotavent de l'últim graó de l'altiplà patagó. La temperatura mitjana anual és de 13,4 °C, mentre que la temperatura mitjana mensual varia durant les últimes dècades.[cita 

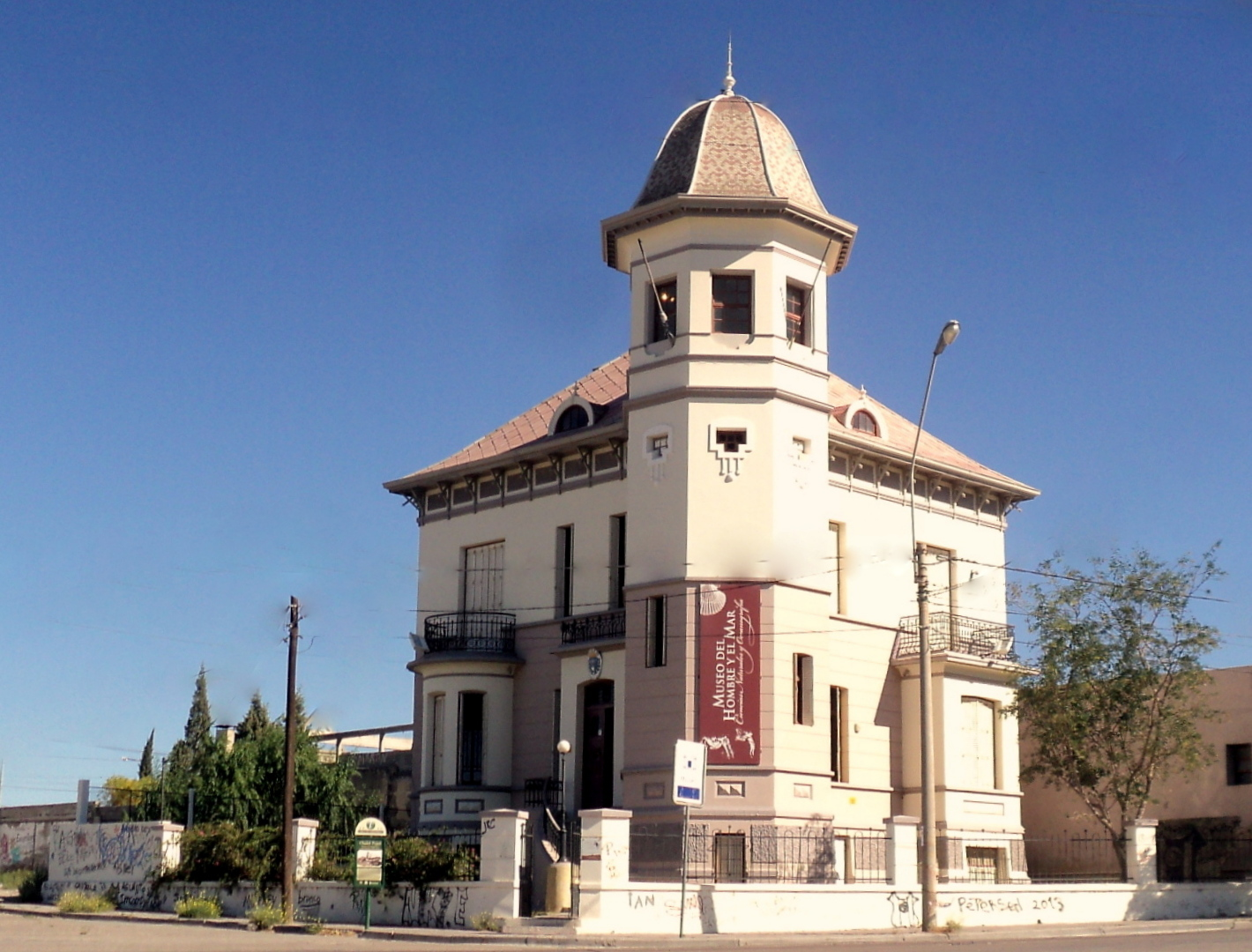
Antic xalet que avui és el museu de l'Home i el Mar

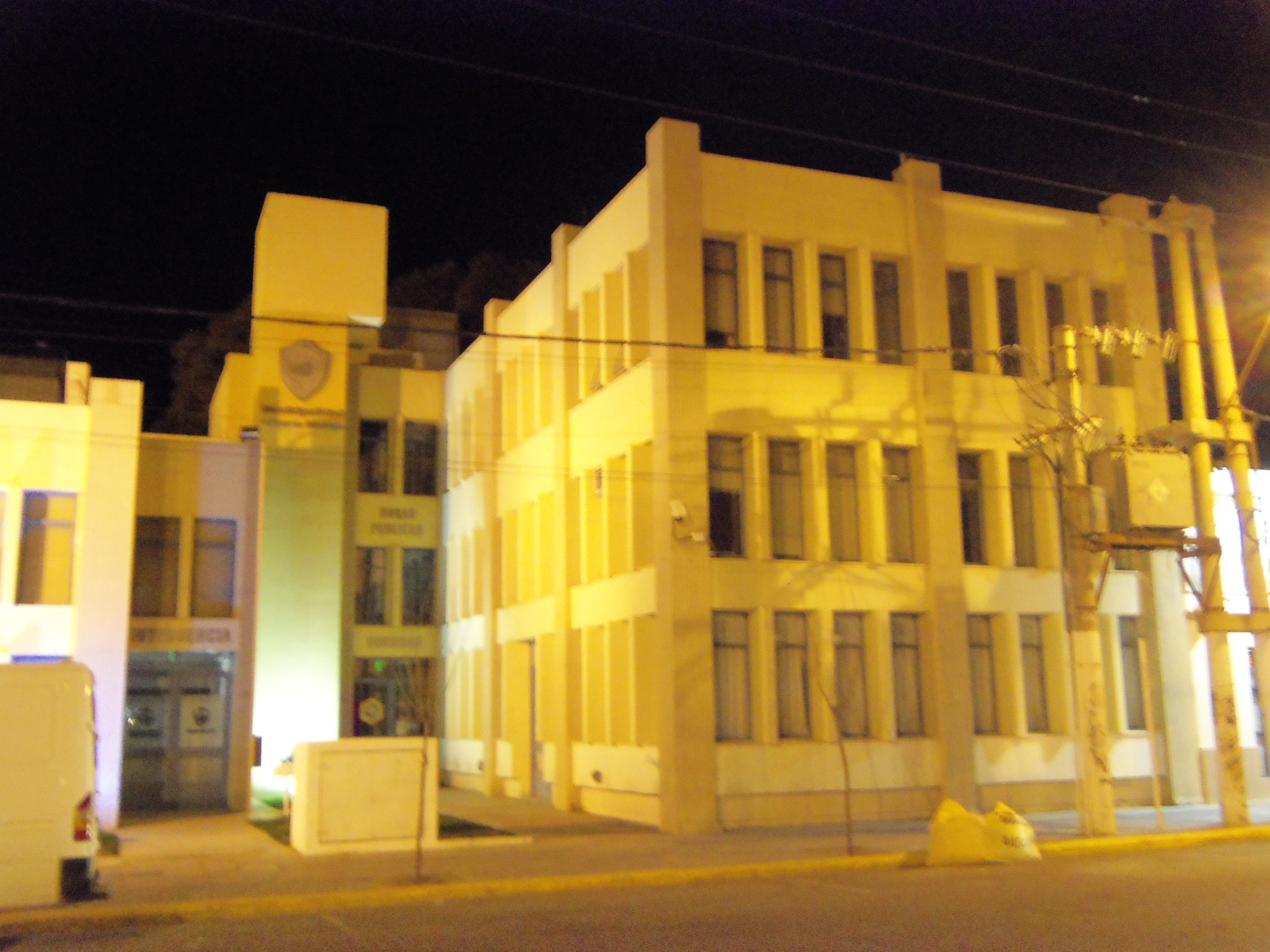
Palau Municipal

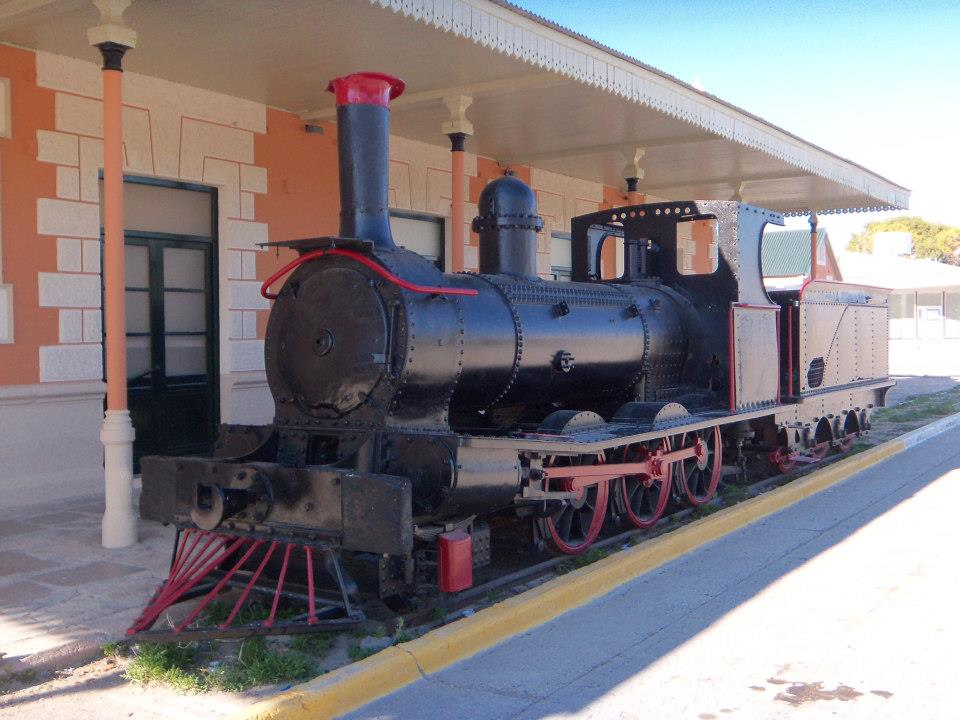
Antiga estació ferroviària

### Expansión urbana

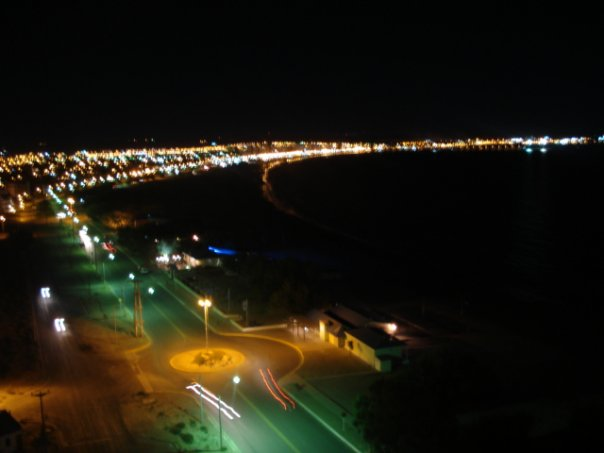
Vista nocturna de la ciutat i la seva costa.

La ciutat de Puerto Madryn, en les últimes dècades, ha incrementat la seva població significativament. Segueixen construint molts hipermercats, barris i altres. Actualment, hi ha al voltant de deu edificis d'habitatges en construcció, i també moderns locals comercials a la zona cèntrica. La ciutat té una expansió urbana activa cap a sud, oest i Nord.

### Immigració a Madryn
Els primers immigrants van ser els colons gal·lesos i a partir d'allí italians i espanyols van ser les col·lectivitats que més van poblar la zona.
La col·lectivitat boliviana representa el 8 % segons les dades oficials de l'últim cens. Així mateix hi ha una important migració provinent del nord i centre del país, i del propi sud.

## Economia

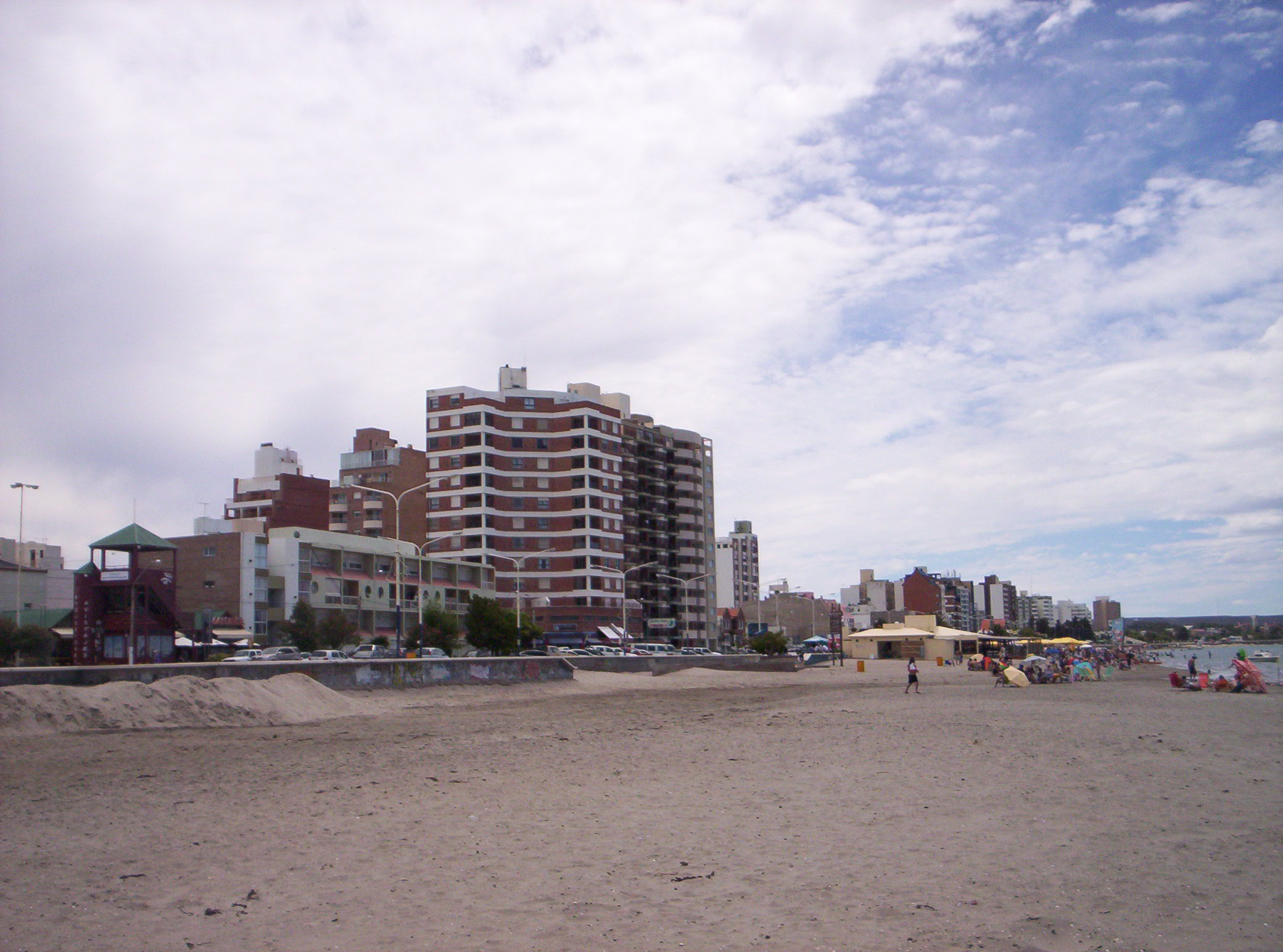
Vista des de la platja del centre de la ciutat i torres d'altura de fins a 12 pisos.

Els tres grans pilars de l'economia d'aquesta ciutat són: el parc industrial (pesat i lleuger, inclosa la producció d'alumini), l'activitat pesquera i el turisme.

### Producció d'alumini
El 1970 es va instal·lar a la ciutat l'empresa ALUAR (Alumini Argentí) (Merval: ALUA  Arxivat 2007-06-13 a Wayback Machine.), ja que la ubicació de la ciutat afavoria les exportacions i importacions que es realitzen via marítima. L'empresa dona ocupació a més de 1700 persones i és l'única productora d'alumini primari al país i la més gran de Sud-amèrica. Proveeix a la totalitat del mercat intern i exporta un 80 % de la seva producció. Les seves activitats abasten des de l'obtenció d'alumini en estat líquid fins a la fabricació de productes elaborats per al tractament d'aigües, medicina, construcció, electricitat, etc. A Puerto Madryn posseeix una planta productora d'alumini primari i dues plantes per semielaborados. El 2008, Aluar va finalitzar l'última ampliació de la seva planta alumini, la qual cosa li va permetre incrementar considerablement la seva capacitat instal·lada. L'actual crisi internacional, i la conseqüent caiguda de les vendes a l'exterior van fer que es detinguessin els plans d'una segona ampliació que ja estava en marxa.
Està en avaluació la instal·lació de planta siderúrgica en Port Madryn. El Grup Beltrame, d'origen italià, està en converses avançades amb el Govern del Chubut per a la instal·lació d'una planta en aquesta localitat. Existeix una preocupació entre els ciutadans madrynensos sobre la cura que cal prendre a l'hora de l'anàlisi d'impacte ambiental per una iniciativa d'aquest tipus, més encara tenint compte que Puerto Madryn ha aconseguit posicionar-se com una destinació del turisme ecològic.

### Molls

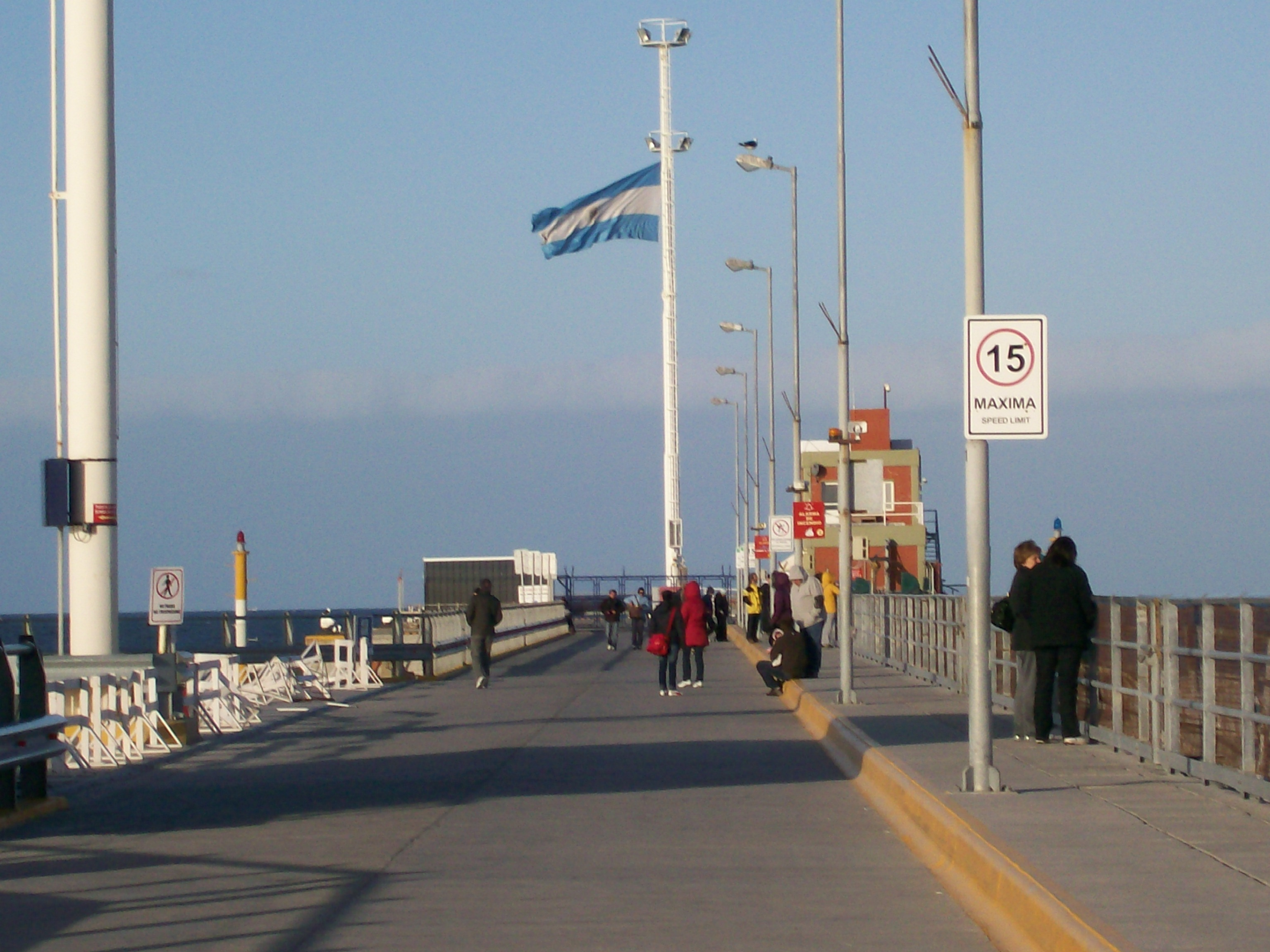
Interior del Moll Luis Piedrabuena

A la ciutat hi ha dos molls, l'històric Luis Piedrabuena i l'Almirall Storni. Aquests molls s'encarreguen del transport marítim, ja sigui de passatgers i de càrregues.

### Turisme

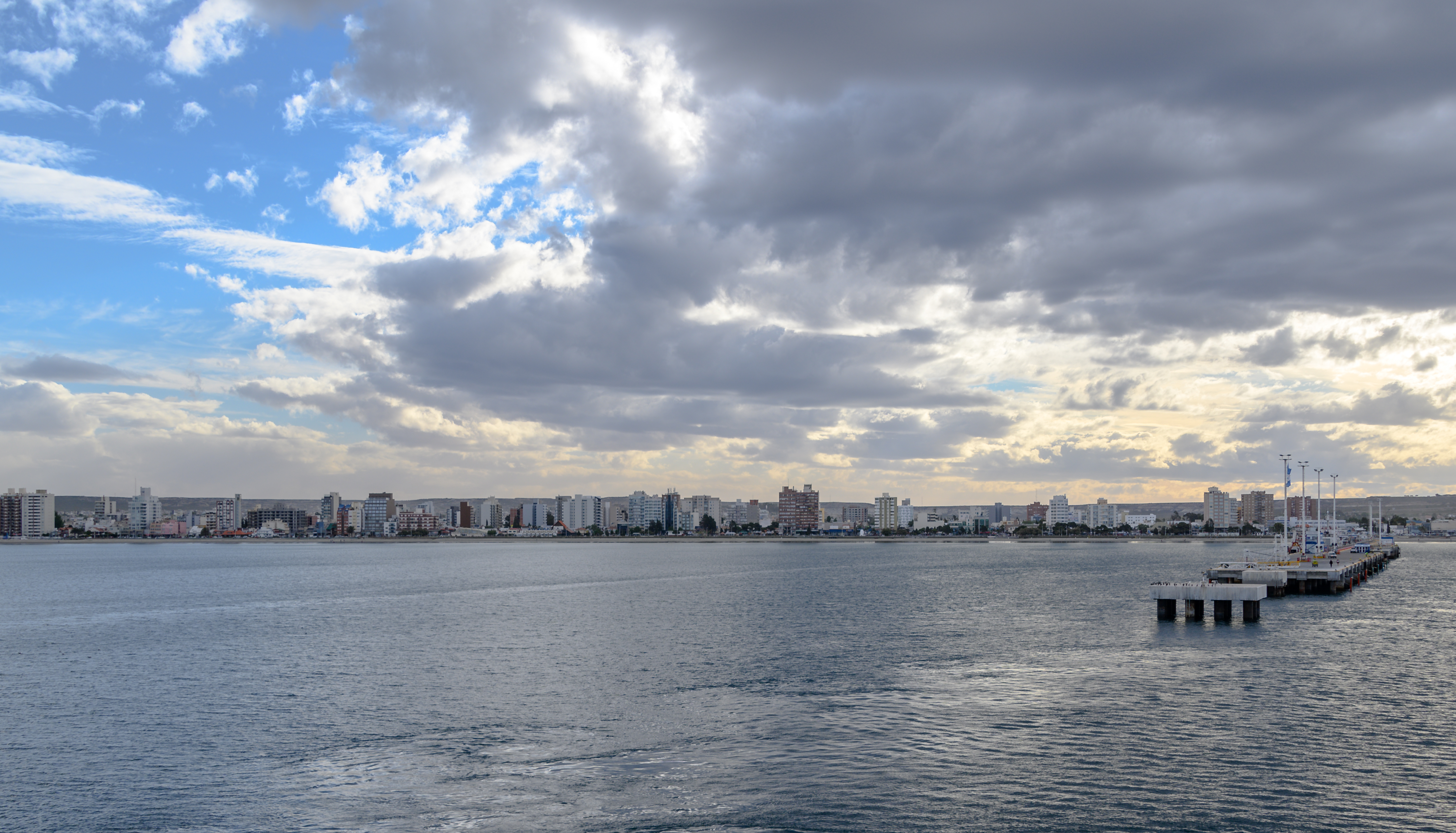
Vista des del golf de la ciutat i la seva platja

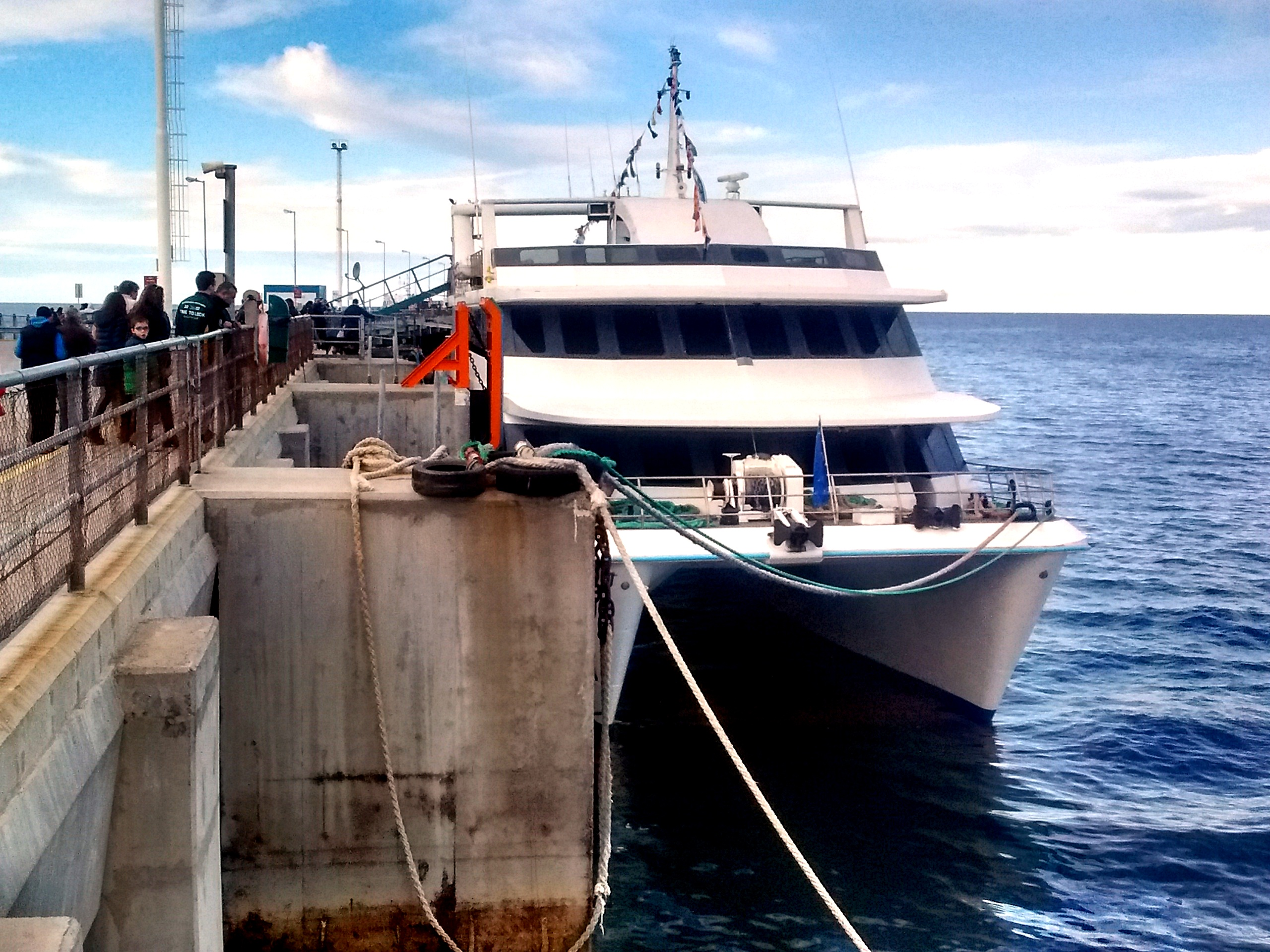
Catamarà turístic dedicat a l'albirament marí

A l'hivern, es realitzen excursions per l'albirament d'balenes franca, dofins, dofins de Commerson, pingüins, elefants marins i aus entre d'altres.
Durant la temporada d'estiu, les platges són molt concorregudes, on a més de banys de sol i aigua es practiquen esports nàutics com a caiac, canotatge, windsurf, kitesurf i moto-esquí entre d'altres.
Els golfs San José i Nuevo són visitats principalment per realitzar "baptismes submarins". Port Madryn és denominada "Capital Nacional del Submarinisme". Posseeix aigües cristal·lines i serenes, la qual cosa permet una penetració de la llum fins als 70 m de profunditat.
Pel moll Luis Piedrabuena passen creuers que tenen com a destinació el sud de l'Argentina. També la ciutat compta amb una terminal d'òmnibus que rep transports terrestres de llarga distància que connecten a Puerto Madryn amb la resta de l'Argentina, i amb l'Aeroport El Tehuelche, que compta amb diverses freqüències setmanals des de diverses ciutats Argentines.
La ciutat de Puerto Madryn compta amb múltiples allotjaments i hotels, de totes les categories i amb gran varietat de serveis, tant com a destinació de relax com de convencions de negocis. La ciutat compta amb més de 75 hotels de fins a 5 estrelles, destacant-se el Rayentray Port Madryn Hotel.
Els principals llocs d'interès a la ciutat són el Museu municipal d'Art, el Museu provincial de l'Home i el Mar, el Ecocentro i el Museu del Desembarcament. També es troba el centre comercial Portal de Madryn.

#### Fauna regional
Puerto Madryn rep entre els mesos de juny i desembre la balena franca austral que torna a la zona cada any per aparellar-se i procrear. A més de cormoranes, Gavians de Lichtenstein i llops marins.
Des del cèntric moll Comandant Luis Piedrabuena es poden observar a simple vista dofins de Commerson, llops marins i fins i tot l'balena franca austral.
A la rodalia de la ciutat també es poden veure guanacs, choiques (nyandús de la Patagònia), immensa varietat d'aus que habiten prop de la costa, llebres de la Patagònia també anomenades maras i martinetas (au patagona) entre altres espècies.

#### Festes i esdeveniments
- Març: Olimpíades de la Tercera Edat: convoca als diferents centres de jubilats de l'Argentina, els quals comparteixen una setmana de tornejos de botxes, cartes, disfresses, coronant les últimes nits amb ball en el Gimnàs Municipal de la ciutat.
- Setmana Santa: Via Crucis Submarí. Festa dels Pescadors Artesanals.
- Juny: llançament de la "Temporada de Balenes", època en la qual rep la major quantitat de turisme, provinent de tot arreu del món.
- 28 de juliol: celebració de l'arribada dels colons gal·lesos a Puerto Madryn (Festa del Desembarcament). Data que se celebra la fundació de la ciutat. Mitja Marató Ciutat de Puerto Madryn.
- Setembre: Model de Nacions Unides Local.[9]
- Última setmana d'octubre: Trobada Intercolegial d'Artística Madrynense. Escola Mutualista.
- Novembre: Festa nacional del xai. Festa dels Pescadors Artesanals.
- Desembre: Festa Nacional del Submarinisme: competició de submarinisme. Premi: Copa Jules Rossi.